# Lukas Jaeger
Lukas Jaeger (* 2. August 1995) ist ein deutscher Volleyball- und Beachvolleyballspieler.

## Karriere

### Hallen-Volleyball
Lukas Jaeger spielte seit der Saison 2015/16 beim SSC Karlsruhe (ab 2019 Baden Volleys SSC Karlsruhe), mit dem er in der Saison 2016/17 den Aufstieg in die 2. Bundesliga Süd und in der Saison 2022/23 den Aufstieg in die 1. Bundesliga erreichte. Gemeinsam mit Laurin Derr, Benjamin Dollhofer, Milan Kvrzic und Philipp Schumann verabschiedete sich Lukas Jaeger nach dem Playoff-Spiel der Saison 2023/24 gegen den Titelverteidiger Berlin Recycling Volleys.

### Beachvolleyball
Im Juli 2019 errang er im Beach-Volleyball mit Felix Roos den vierten Platz bei den deutschen Hochschulmeisterschaften und gewann das Kategorie-2-Turnier in Offenburg.